# Blossia fradei
Blossia fradei är en spindeldjursart som först beskrevs av Lawrence 1960.  Blossia fradei ingår i släktet Blossia och familjen Daesiidae. Inga underarter finns listade.